# Стара рієка (притока Тисовника)
Смречанка (словац. Stará rieka) — річка в Словаччині, права притока Тисовника, протікає в округах Зволен і Вельки Кртіш.
Довжина — 41 км.
Бере початок в масиві Явор'є на території Лештя на висоті 910 метрів.
Впадає у Тисовник біля села Муля.